# Долинка (река)
Долинка — река на острове Сахалин. Длина реки — 13 км. Площадь водосборного бассейна — 45 км².
Начинается между горами Кунгур и Длинная, течёт в общем восточном направлении по гористой местности, покрытой пихтово-берёзовым лесом. Впадает в Охотское море севернее мыса Арцишевского. Протекает по Корсаковскому району Сахалинской области.
Основные притоки — Размоловка (лв), Арцишевская (пр), Ветрянка (пр), Тихорица (пр), Горная (лв). Скорость течения воды 1,5 м/с.

## Данные водного реестра
По данным государственного водного реестра России относится к Амурскому бассейновому округу.
Код объекта в государственном водном реестре — 20050000212118300005826.